# Bílý Újezd
Bílý Újezd (en allemand : Weiß Aujest) est une commune du district de Rychnov nad Kněžnou, dans la région de Hradec Králové, en République tchèque. Sa population s'élevait à 718 habitants en 2022.

## Géographie
Bílý Újezd se trouve à 6 km au nord-ouest de Rychnov nad Kněžnou, à 32 km à l'est de Hradec Králové et à 132 km à l'est-nord-est de Prague.
La commune est limitée par Podbřezí au nord, par Dobré et Skuhrov nad Bělou à l'est, par Solnice et Byzhradec au sud, et par Trnov à l'ouest.

## Histoire
La première mention écrite de la localité date de 1360.

## Administration
La commune se compose de quatre sections :
- Bílý Újezd
- Hroška
- Masty
- Roudné

## Galerie

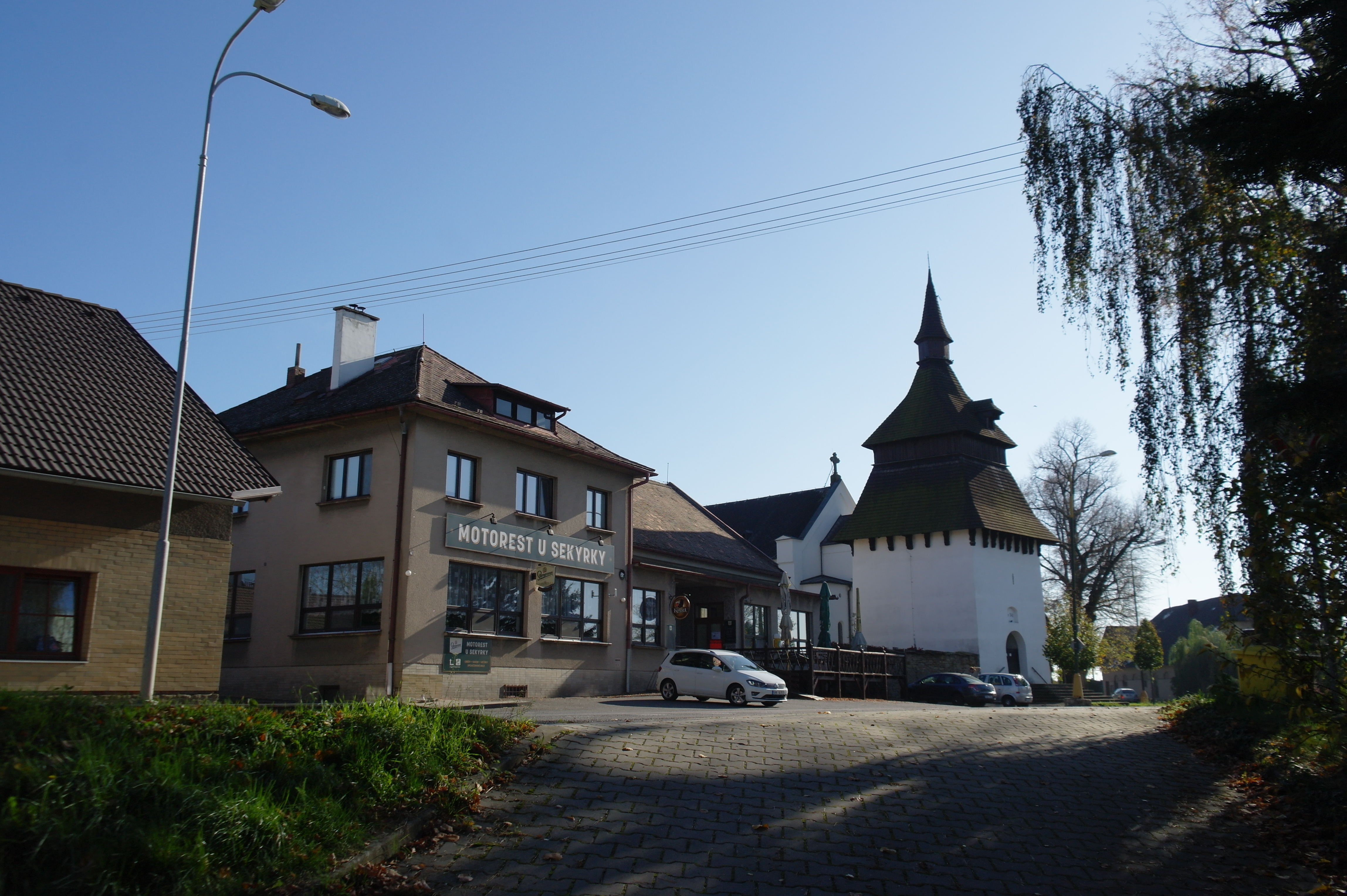
Centre de Bílý Újezd.
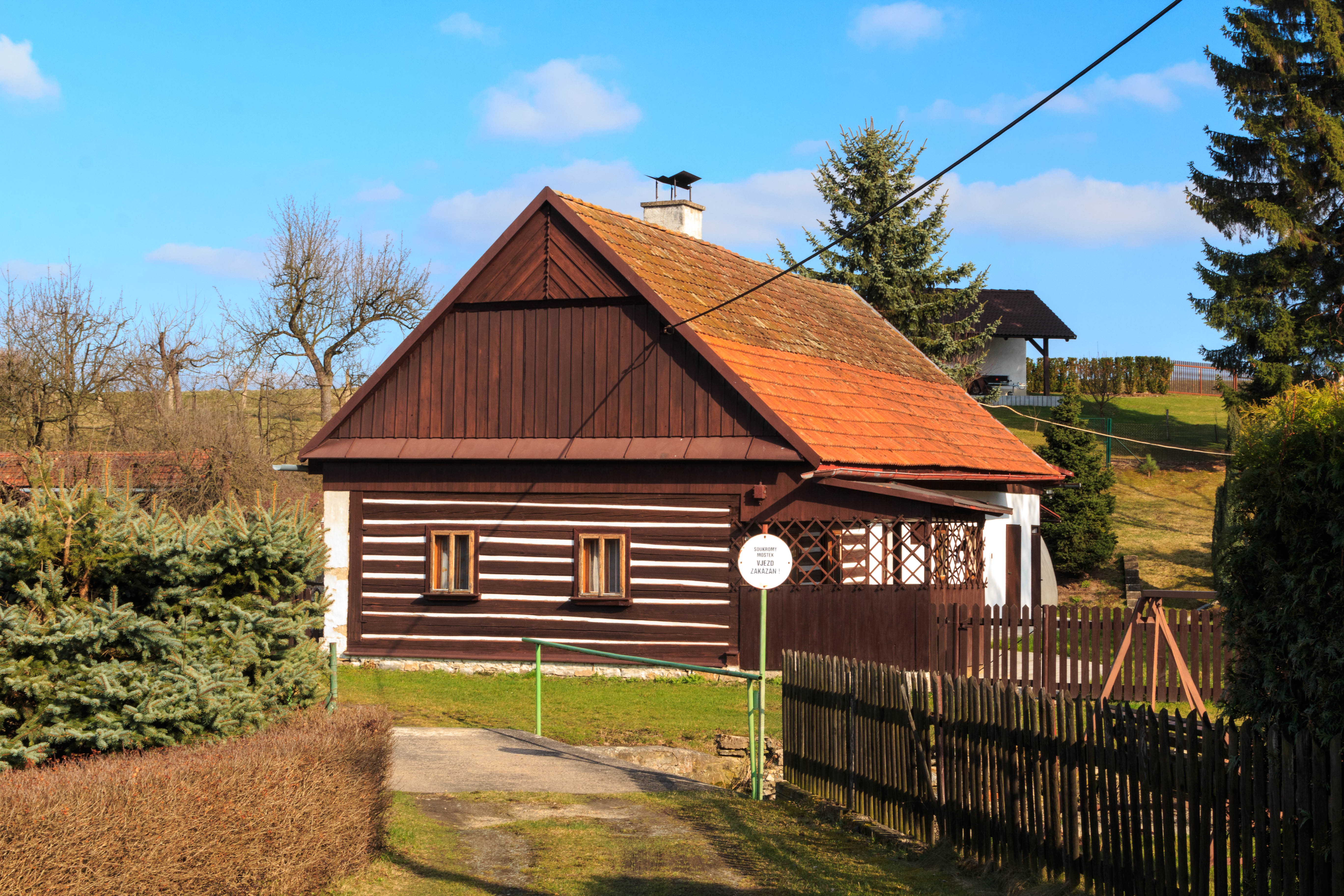
Maison à Hroška.

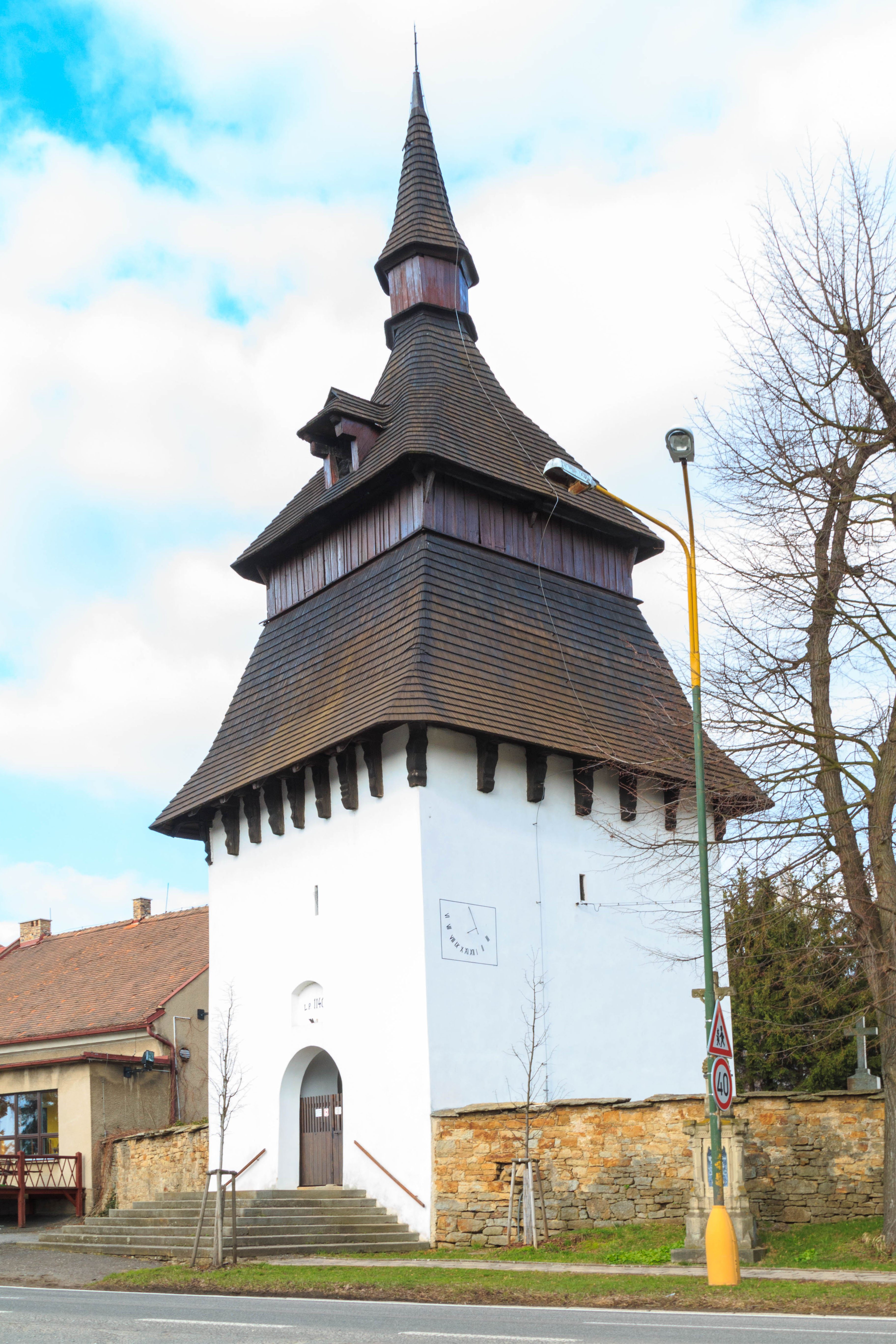
Bílý Újezd : clocher.
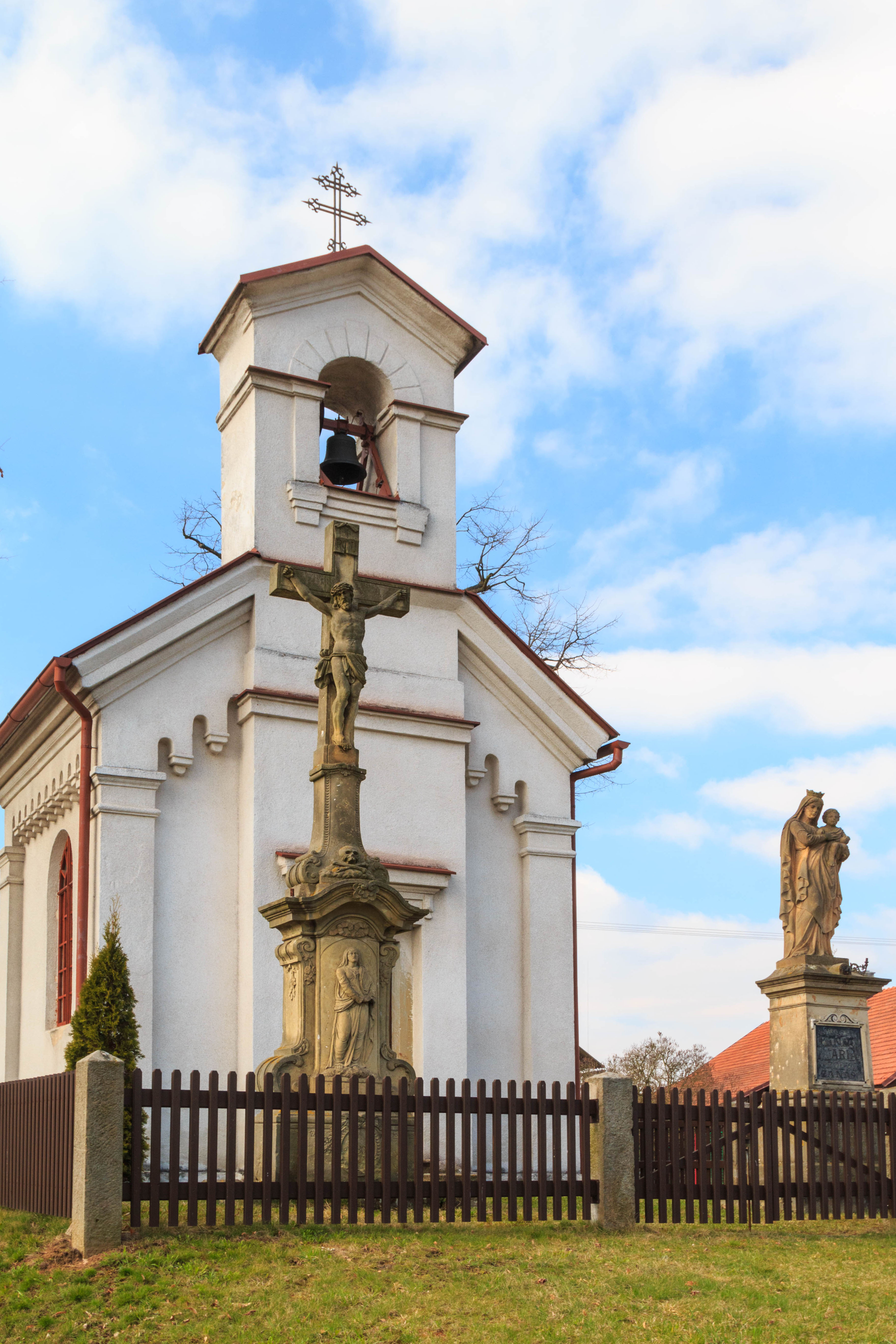
Chapelle à Hroška.

## Transports
Par la route, Bílý Újezd se trouve à 9,5 km de Rychnov nad Kněžnou, à 37 km de Hradec Králové et à 154 km de Prague. 